# Cheswill Johnson
Cheswill Johnson (* 30. September 1997 in Germiston) ist ein südafrikanischer Leichtathlet, der sich auf den Weitsprung spezialisiert hat. 2024 wurde er in Douala Afrikameister.

## Sportliche Laufbahn
Erste internationale Erfahrungen sammelte Cheswill Johnson bei der Sommer-Universiade 2017 in Taipeh, bei der er mit einer Weite von 7,40 m in der Qualifikation ausschied. Im Jahr darauf belegte er bei den Afrikameisterschaften in Asaba mit 7,86 m den fünften Platz und 2019 wurde er bei den Studentenweltspielen in Neapel mit 7,89 m Vierter. 2021 verbesserte er sich auf 8,26 m und qualifizierte sich damit für die Teilnahme an den Olympischen Sommerspielen in Tokio, bei denen er aber in der Qualifikationsrunde keinen gültigen Versuch zustande brachte. Im Jahr darauf belegte er bei den Hallenweltmeisterschaften in Belgrad mit 8,14 m den fünften Platz und im Juni gewann er bei den Afrikameisterschaften in Port Louis mit 7,78 m die Silbermedaille hinter dem Botswaner Thalosang Tshireletso. Zudem sicherte er sich mit der südafrikanischen 4-mal-100-Meter-Staffel in 39,79 s gemeinsam mit Henricho Bruintjies, Antonio Alkana und Benjamin Richardson die Silbermedaille hinter dem kenianischen Team. Anschließend verpasste er bei den Weltmeisterschaften in Eugene ohne einen gültigen Versuch den Finaleinzug. Auch bei den Leichtathletik-Weltmeisterschaften 2023 in Budapest schied er mit 7,61 m in der Qualifikationsrunde aus. Im Jahr darauf siegte er mit 7,78 m bei den Afrikameisterschaften in Douala, ehe er bei den Olympischen Sommerspielen in Paris mit 4,49 m den Finaleinzug verpasste.
2025 gelangte er bei den Hallenweltmeisterschaften in Nanjing mit einer Weite von 7,64 m auf den zwölften Platz.
In den Jahren 2023 und 2024 wurde Johnson südafrikanischer Meister im Weitsprung.

## Persönliche Bestleistungen
- 100 Meter: 10,17 s (−0,1 m/s), 15. März 2025 in Johannesburg
- Weitsprung: 8,26 m (+1,7 m/s), 27. Februar 2021 in Pretoria